# Малоозёрский
Малоозёрский — посёлок Борисовского сельсовета Добровского района Липецкой области.

## География
Посёлок Малоозёрский расположен примерно в 13 километрах на северо-восток от райцентра, в центральной части Добровского леса, к югу от несколько более заболоченной северной части лесного массива. В частности, северо-восточнее посёлка отмечен болотистый район в урочище Большой Озеровский (Озёрский) Кордон. Произрастает в окрестностях населённого пункта преимущественно сосна, на востоке от посёлка также берёза.
К северо-востоку от Малоозёрского в пределах Добровского леса находится посёлок Кривецкое лесничество, к востоку — кордон Трастоватский, к юго-востоку — село Кривец. Также в юго-восточном направлении от посёлка зафиксированы лесные урочища Кордон Средний и Кордон Борисовский, южнее них, за трассой Доброе—Мичуринск, проходящей через лес, расположено село Борисовка, центр сельсовета. Ещё с южной стороны от дороги, приблизительно в юго-западном и южном направлениях от населённого пункта, имеются урочище Кордон Липовский и, далее, село Липовка, тоже входящее в Борисовский сельсовет. Юго-западнее Малоозёрского в лесу находятся посёлки Заводской, Нейманский и кордон Боровской (Боровский).
На севере располагаются посёлок Дальний и кордон Куликовский, на северо-западе — кордон Зеленовский. В четырёх километрах к северо-западу от посёлка также имеется озеро Андреевское. В половодье озеро соединяется с рекой Воронеж, русло которой проходит на расстоянии около трёх километров западнее водоёма. Озеро является памятником природы регионального значения ландшафтно-биологического профиля.

## История
Малоозёрский был основан не ранее начала XX века как кордон в Добровском лесу. Своё название посёлок получил по урочищу Малые озёра, на территории которого он возник. До конца 2009 — начала 2010 года Малоозёрский входил в территорию государственного природного заказника «Добровский», оставаясь при этом населённым пунктом Борисовского сельсовета.

## Население
| 2010 |
| ---- |
| 27   |

Численность населения в конце XX — начале XXI века
| Дата          | Численность, чел. | Число дворов (домохозяйств) |
| 1990          | ≈30               | н/д                         |
| 1 января 2002 | 55                | 24                          |
| Октябрь 2002  | 38                | н/д                         |
| 1 января 2008 | 42                | 12                          |
| 1 января 2010 | 39                | 11                          |
| Октябрь 2010  | 27                | н/д                         |

Половой и национальный состав
Согласно переписи 2002 года, в Малоозёрском проживало 18 мужчин и 20 женщин, 100 % населения составляли русские.

## Инфраструктура
Ранее в посёлке действовала начальная школа. На 2019 год в Малоозёрском улиц и переулков не числится. В плане транспортной инфраструктуры посёлок имеет выезд к автодороге Доброе—Мичуринск протяжённостью 6,3 км (1,5 км — щебень, 4,8 км — грунтовое покрытие).